# Le Planteur de Malata
Le Planteur de Malata est une nouvelle de Joseph Conrad publiée en 1914.

## Historique
Le Planteur de Malata paraît en 1914 dans le Metropolitan Magazine, puis en 1915 dans le recueil de nouvelles  Within the Tides (traduit en français par En marge des marées).

## Résumé
Venant de l'île de Malata dont il a la concession, le planteur Renouard mouille dans la baie d'une grande ville coloniale. Invité chez « le vieux Dunster », il tombe amoureux de Mlle Moorsom. Celle-ci recherche son fiancé disparu dans la région...

## Éditions en anglais
- The Planter of Malata, dans le Metropolitan Magazine en juin et juillet 1914, à New York.
- The Planter of Malata, dans le recueil de nouvelles Within the Tides, chez l'éditeur Dent à Londres, en février 1915.

## Traduction en français
- Le Planteur de Malata (trad. Philippe Jaudel), dans Conrad (dir. Sylvère Monod), Œuvres  – IV, Gallimard, Bibliothèque de la Pléiade (1989)